# Luis Torres (calciatore 1993)
Luis Alonso Torres Vargas (3 febbraio 1993) è un calciatore beliziano, centrocampista del Placencia Assassins e della Nazionale beliziana.

## Carriera

### Club
Nel 2010 gioca nel Georgetown Ibayani Independence. Nel 2012 firma un contratto con il Placencia Assassins. Nel 2013 passa al Police United. Nel 2014 torna al Placencia Assassins.

### Nazionale
Debutta in Nazionale l'11 giugno 2013, nell'amichevole Guatemala-Belize (0-0).